# NGC 3078
NGC 3078 је елиптична галаксија у сазвежђу Хидра која се налази на NGC листи објеката дубоког неба.
Деклинација објекта је - 26° 55' 34" а ректасцензија 9h 58m 24,5s. Привидна величина (магнитуда) објекта NGC 3078 износи 11,1 а фотографска магнитуда 12,1. Налази се на удаљености од 34,470 милиона парсека од Сунца. NGC 3078 је још познат и под ознакама ESO 499-27, MCG -4-24-9, AM 0956-264, PGC 28806.